# Europamästerskapen i friidrott 2024 – Herrarnas 5 000 meter
Herrarnas 5 000 meter vid europamästerskapen i friidrott 2024 avgjordes den 8 juni 2024 på Olympiastadion i Rom i Italien.
Guldet togs av norske Jakob Ingebrigtsen efter ett lopp på 13 minuter och 20,11 sekunder. Silvret togs av brittiske George Mills och bronset togs av schweiziske Dominic Lokinyomo Lobalu.

## Rekord
| Rekord inför EM 2024 | Rekord inför EM 2024       | Rekord inför EM 2024 | Rekord inför EM 2024    | Rekord inför EM 2024 |
| -------------------- | -------------------------- | -------------------- | ----------------------- | -------------------- |
| Världsrekord         | Joshua Cheptegei (UGA)     | 12.35,36             | Monaco                  | 14 augusti 2020      |
| Europarekord         | Mohamed Katir (ESP)        | 12.45,01             | Monaco                  | 21 juli 2023         |
| Mästerskapsrekord    | Jack Buckner (GBR)         | 13.10,15             | Stuttgart, Västtyskland | 31 augusti 1986      |
| Världsårsbästa       | Hagos Gebrhiwet (ETH)      | 12.36,73             | Oslo, Norge             | 30 maj 2024          |
| Europaårsbästa       | Thierry Ndikumwenayo (ESP) | 12.48,10             | Oslo, Norge             | 30 maj 2024          |

## Program
Alla tider är lokal tid (UTC+1)
| Datum       | Tid   | Omgång |
| ----------- | ----- | ------ |
| 8 juni 2024 | 22:28 | Final  |

## Resultat
| Placering | Namn                     | Nationalitet   | Tid      | Noteringar |
| --------- | ------------------------ | -------------- | -------- | ---------- |
| 1         | Jakob Ingebrigtsen       | Norge          | 13.20,11 | 0SB0       |
| 2         | George Mills             | Storbritannien | 13.21,38 |            |
| 3         | Dominic Lokinyomo Lobalu | Schweiz        | 13.21,61 |            |
| 4         | Adel Mechaal             | Spanien        | 13.22,77 |            |
| 5         | Thierry Ndikumwenayo     | Spanien        | 13.23,26 |            |
| 6         | Elzan Bibić              | Serbien        | 13.24,54 |            |
| 7         | James West               | Storbritannien | 13.24,80 |            |
| 8         | Morgan Le Guen           | Schweiz        | 13.25,08 |            |
| 9         | Mahadi Abdi Ali          | Nederländerna  | 13.25,65 |            |
| 10        | John Heymans             | Belgien        | 13.25,99 |            |
| 11        | Narve Gilje Nordås       | Norge          | 13.26,91 | 0SB0       |
| 12        | Emil Danielsson          | Sverige        | 13.27,42 | 0SB0       |
| 13        | Romain Legendre          | Frankrike      | 13.29,15 |            |
| 14        | Brian Fay                | Irland         | 13.29,48 |            |
| 15        | Etienne Daguinos         | Frankrike      | 13.30,06 |            |
| 16        | Jonas Raess              | Schweiz        | 13.31,43 |            |
| 17        | Jack Rowe                | Storbritannien | 13.31,77 |            |
| 18        | Mike Foppen              | Nederländerna  | 13.32,77 |            |
| 19        | Bastien Augusto          | Frankrike      | 13.34,03 |            |
| 20        | Robin Hendrix            | Belgien        | 13.36,19 |            |
| 21        | Per Svela                | Norge          | 13.38,72 |            |
| 22        | Maximilian Thorwirth     | Tyskland       | 13.41,29 |            |
| 23        | Florian Bremm            | Tyskland       | 13.42,30 |            |
| 24        | Sergio Jiménez           | Spanien        | 13.43,44 |            |
| 25        | Henrik Ingebrigtsen      | Norge          | 13.52,71 |            |
| 26        | Mohamed Abdilaahi        | Tyskland       | 13.58,89 |            |
| 27        | Tim Verbaandert          | Nederländerna  | 14.01,18 | 0SB0       |